# ヘキサフルオロリン酸1-ブチル-3-メチルイミダゾリウム
ヘキサフルオロリン酸1-ブチル-3-メチルイミダゾリウム（英: 1-Butyl-3-methylimidazolium hexafluorophosphate、BMIM PF6）は、粘性で無色、疎水性、非水溶性のイオン液体であり、融点を持つ。最も広く研究されているイオン液体の1つである。水の存在下で非常にゆっくりと分解することが知られている。

## 調製
ヘキサフルオロリン酸1-ブチル-3-メチルイミダゾリウムは、市販されている。これは2段階で得ることができる。塩化1-ブチル-3-メチルイミダゾリウムは、1-メチルイミダゾールを1-クロロブタンでアルキル化することによって合成される。ヘキサフルオロリン酸カリウムとの複分解反応により、目的の化合物が得られる。テトラフルオロホウ酸塩は、テトラフルオロホウ酸カリウムを同様に使用して調製することができる。

## 用途
ヘキサフルオロリン酸1-ブチル-3-メチルイミダゾリウムは、プリンス反応、1,1'-ビ-2-ナフトールの合成、複素環式化合物の合成など、さまざまな反応の溶媒として使用できる 。また、ヘキサフルオロリン酸1-ブチル-3-メチルイミダゾリウムは、溶媒と電解液の両方として機能する電気化学分野および電気化学的二酸化炭素の還元で研究されている。